# Liste der Hochhäuser in Brüssel
Diese Liste führt die höchsten Gebäude der Stadt Brüssel mit ihrer strukturellen Mindesthöhe auf. Gelistet werden nur Hochhäuser, die eine Mindesthöhe von 80 Metern erreichen, nicht jedoch Sendemasten, Kirchen, Schornsteine und Fernseh- oder Fernmeldetürme.
Die meisten belgischen Hochhäuser befinden sich in der belgischen Hauptstadt Brüssel. Bei Hochhäusern ab einer Höhe von 150 Metern spricht man allgemein von Wolkenkratzern. In Brüssel gibt es mit dem Tour du Midi nur ein Gebäude das diese Höhe erreicht. Sowohl der Tour de Midi (171 Meter) als auch der Tour des Finances (174 Meter) überschreiten mit ihren Antennen diese Höhe knapp.

## Panoramen

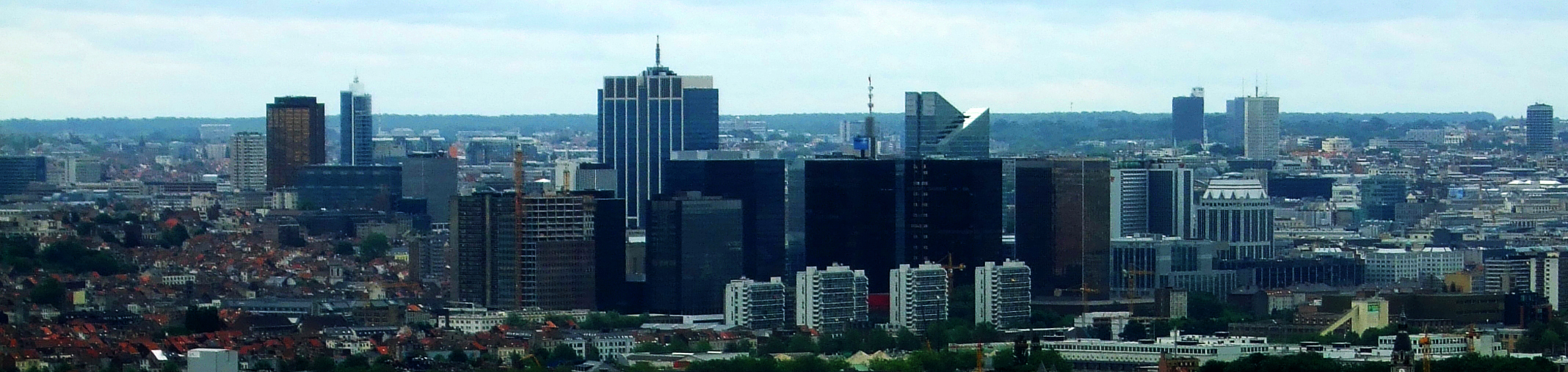
Die Skyline von Brüssel

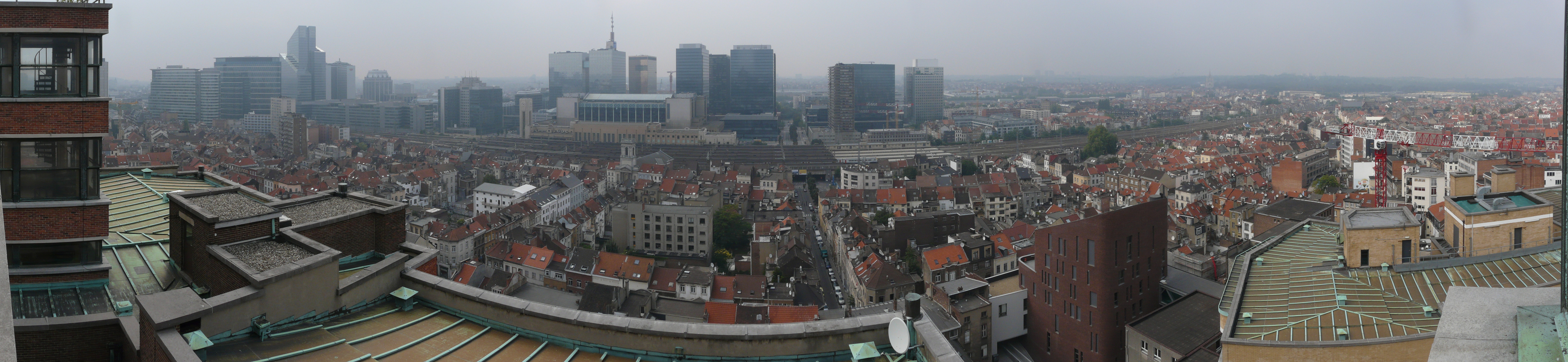
Quartier Nord in Brüssel

## Höchste Gebäude in Brüssel
| #   | Name                       | Stadt   | Fertigstellung | Höhe    | Etagen | Bild    |
| --- | -------------------------- | ------- | -------------- | ------- | ------ | ------- |
| 1.  | Tour du Midi               | Brüssel | 1966           | 150 m   | 38     |         |
| 2.  | Tour des Finances          | Brüssel | 1984           | 144 m   | 36     |         |
| 3.  | Up-site                    | Brüssel | 2014           | 142 m   | 42     |         |
| 4.  | Tour Rogier                | Brüssel | 2006           | 136,9 m | 37     |         |
| 5.  | Belgacom Towers I          | Brüssel | 1996           | 134 m   | 32     |         |
| 6.  | Tour Madou                 | Brüssel | 1963           | 120,1 m | 34     |         |
| 7.  | Tour Astro                 | Brüssel | 1976           | 107 m   | 31     |         |
| 8.  | North Galaxy Towers A      | Brüssel | 2004           | 107 m   | 30     |         |
| =   | North Galaxy Towers B      | Brüssel | 2004           | 107 m   | 30     |         |
| 10. | World Trade Center III     | Brüssel | 1983           | 104,8 m | 28     |         |
| 11. | Atomium                    | Brüssel | 1958           | 102,7 m | –      | Atomium |
| 12. | Belgacom Towers II         | Brüssel | 1996           | 102 m   | 32     |         |
| =   | World Trade Center I       | Brüssel | 1976           | 102 m   | 28     |         |
| =   | World Trade Center II      | Brüssel | 1976           | 102 m   | 28     |         |
| =   | Manhattan Center           | Brüssel | 1972           | 102 m   | 30     |         |
| 16. | IT Tower                   | Brüssel | 1971           | 101,8 m | 25     |         |
| 17. | Brusilia                   | Brüssel | 1974           | 100 m   | 36     |         |
| =   | Covent Garden B            | Brüssel | 2006           | 100 m   | 26     |         |
| 19. | The Hotel                  | Brüssel | 1967           | 99 m    | 30     |         |
| 20. | Tour Zénith                | Brüssel | 2009           | 95 m    | 23     |         |
| 21. | Bastion Tower              | Brüssel | 1970           | 90 m    | 25     |         |
| 22. | Blue Tower                 | Brüssel | 1976           | 88 m    | 25     |         |
| 23. | Avenue Marius Renard 27    | Brüssel | 1971           | 85 m    | 30     |         |
| =   | Ellipse Building           | Brüssel | 2006           | 85 m    | 23     |         |
| 25. | Tour TBR                   | Brüssel |                | 84 m    | 22     |         |
| =   | Tour Louise                | Brüssel | 1966           | 84 m    | 24     |         |
| 27. | Résidence Nord             | Brüssel | 1978           | 82 m    | 28     |         |
| 28. | Mistral                    | Brüssel | 1973           | 80 m    | 28     |         |
| =   | Magnolias                  | Brüssel | 1973           | 80 m    | 28     |         |
| =   | Les Mouettes               | Brüssel | 1973           | 80 m    | 28     |         |
| =   | Tour Sablon                | Brüssel | 1968           | 80 m    | 26     |         |
| =   | Euroclear Operation Centre | Brüssel | 1997           | 80 m    | 17     |         |

## Höchste Gebäude im Bau
| #  | Name         | Stadt   | Geplante Bauzeit | Höhe  | Etagen | Bild |
| -- | ------------ | ------- | ---------------- | ----- | ------ | ---- |
| 1. | Silver Tower | Brüssel | 2013–2016        | 114 m | –      |      |